# 名古屋エアケータリング
名古屋エアケータリング株式会社（なごやエアケータリング、英: Nagoya Air Catering Co., Ltd.）は、機内食のケータリング事業を行う企業である。

## 概要
名鉄犬山ホテルの子会社として名古屋空港で創業し、現在は中部国際空港で国内外の航空会社に機内食を供給する唯一の会社である。
名古屋鉄道のグループ企業。（2008年（平成20年）10月現在）。

## 沿革
- 1988年（昭和63年）3月 - 会社設立。また、名鉄犬山ホテルが行なっていた機内食調製事業を継承。
- 2005年（平成17年）2月 - 名古屋空港から現在地へ移転し操業を開始。